# 淮海路 (南京)
淮海路是南京市的道路，西起中山南路，东至太平南路。1930年，在松涛巷、龚家桥、沟板桥等街巷的基础上拓建而成。金陵刻经处位于此路。